# ياروسلاو فوجوت
ياروسلاو فوجوت (Jarosław Fojut) ، من مواليد 17 أكتوبر 1987 في ليغيونووو في بولندا ، لاعب كرة قدم بولندي.
و هو يلعب مع نادي بولتون واندررز الإنجليزي.

## روابط خارجية
- ياروسلاو فوجوت على موقع الاتحاد الدولي (مؤرشف)  (الإنجليزية)
- ياروسلاو فوجوت على موقع قاعدة بيانات كرة القدم.إي يو (الإنجليزية)
- ياروسلاو فوجوت على موقع Soccerbase.com (لاعب) (الإنجليزية)
- ياروسلاو فوجوت على موقع Soccerway.com (الإنجليزية)
- ياروسلاو فوجوت على موقع عالم كرة القدم.نت (الإنجليزية)
- ياروسلاو فوجوت على موقع AS.com (الإسبانية)